# The Turning
Ne doit pas être confondu avec The Turning (film).
Pour plus de détails, voir Fiche technique et Distribution.
The Turning est un film à sketches australien réalisé par dix-huit réalisateurs, sorti en 2013 et dont le scénario est adapté du recueil de nouvelles homonyme de Tim Winton publié en 2005 (titré Angelus pour l'édition française).

## Réalisateurs
Dix-huit réalisateurs se sont succédé sur le film, et c'était la première réalisation pour Mia Wasikowska, David Wenham et Stephen Page. Cate Blanchett devait aussi réaliser un segment, mais elle a finalement rejoint la distribution des acteurs et a été remplacée par Simon Stone derrière la caméra. Robert Connolly, réalisateur et producteur, est à l'origine du film.
- Jonathan auf der Heide : Fog
- Tony Ayres : Cockleshell
- Simon Stone : Reunion
- Jub Clerc : Abbreviation
- Robert Connolly : Aquifer
- Shaun Gladwell : Family
- Rhys Graham : Small Mercies
- Justin Kurzel : Boner McPharlin's Moll
- Yaron Lifschitz : Immunity
- Anthony Lucas : Damaged Goods
- Claire McCarthy : The Turning
- Ian Meadows : Defender
- Ashlee Page : On Her Knees
- Stephen Page : Sand
- Warwick Thornton : Big World
- Marieka Walsh : Ash Wednesday
- Mia Wasikowska : Long, Clear View
- David Wenham : Commission

## Fiche technique
- Titre original : The Turning
- Scénario : Tim Winton, d'après son recueil de nouvelles The Turning
- Photographie : Denson Baker, John Brawley, Andrew Commis, Stefan Duscio, Robert Humphreys, Jeremy Rouse, Miles Rowland et Warwick Thornton
- Montage : Beckett Broda, Dany Cooper, Gabriel Dowrick, Mat Evans, Annabelle Johnson et David Whittaker
- Décors : Annie Beauchamp, Elizabeth Mary Moore et Leon Salom
- Musique : Jed Kurzel, Guy Gross, Andrew Lancaster, Ryan Walsh et Flynn Wheeler
- Production : Robert Connolly et Maggie Miles, ainsi que Alex Barnes, Philippa Campey, Donna Chang, Jo Dyer, Julie Eckersley, John Harvey, Sonya Humphrey, Tenille Kennedy, Andrew Myer, Kylie Risson, Kath Shelper, Katherine Slattery, Rita Walsh et Paul Wiegard
- Sociétés de production : Arenamedia et Screen Australia
- Société de distribution :
- Pays d'origine : Australie
- Langue originale : anglais
- Format : couleur - 2.35 : 1 - son Dolby numérique
- Budget :
- Genre : drame
- Durée :
- Dates de sortie :
  -  Australie : 26 août 2013 (Festival international du film de Melbourne 2013) ; 26 septembre 2013 (sortie nationale)

## Distribution

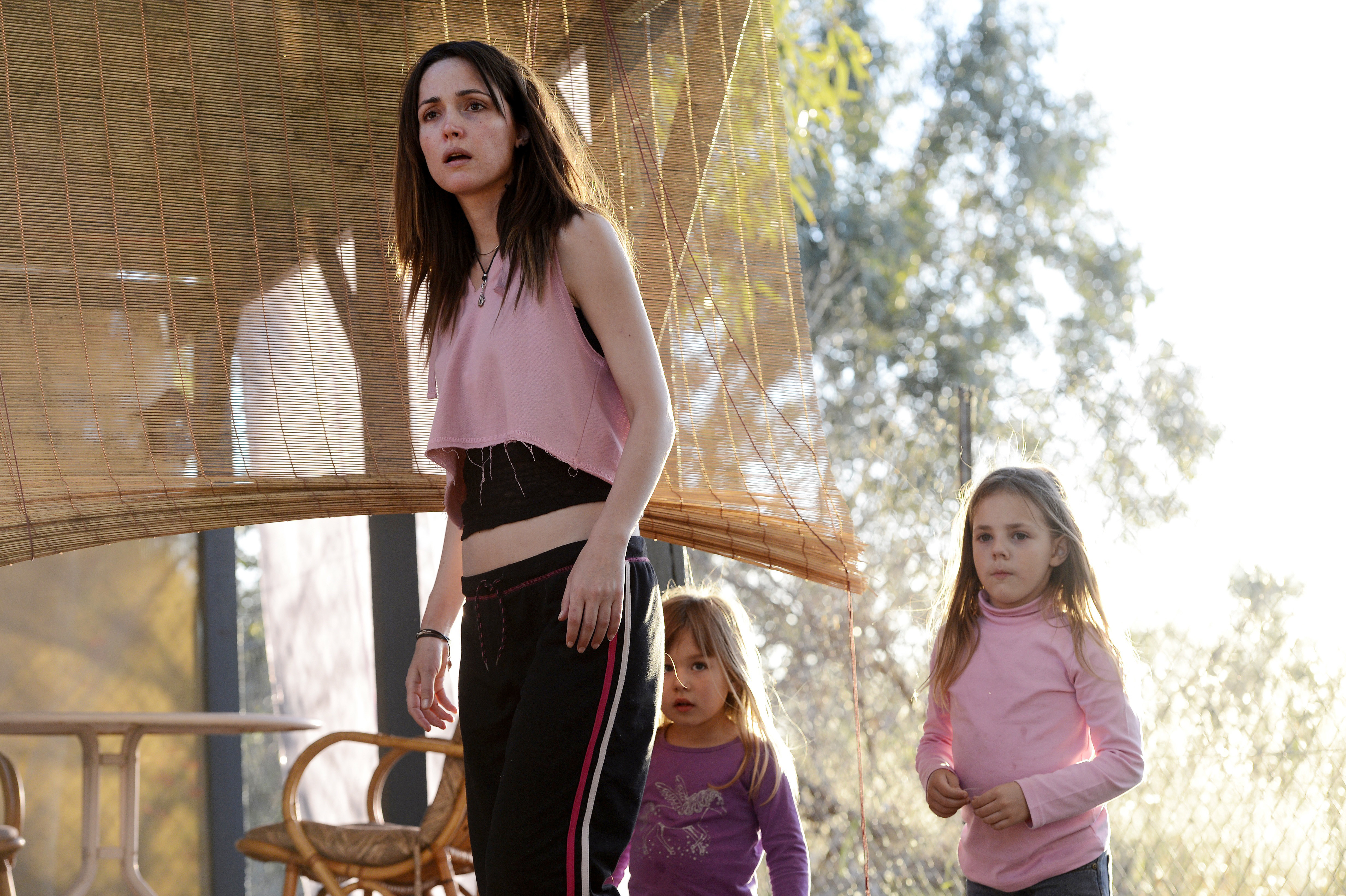
Rose Byrne sur le tournage du film, en octobre 2012.

- Rose Byrne : Rae
- Cate Blanchett : Gail Lang
- Hugo Weaving : Bob Lang
- Miranda Otto :
- Richard Roxburgh : Vic Lang
- Harrison Gilbertson :
- Callan Mulvey :
- Matt Nable : Max
- Myles Pollard : Dan
- Dan Wyllie :
- Brenna Harding :
- Susie Porter : Carol Lang
- James Fraser : Lenny
- Mirrah Foulkes : Fay
- Kate Mulvany : Gail

## Accueil
Le film a reçu un accueil positif au Festival international du film de Melbourne et l'agrégateur de critiques Rotten Tomatoes affiche une note de 91 % de critiques positives, pour un total de onze critiques.

## Distinctions

### Récompenses
- AACTA Awards 2014 : meilleure actrice pour Rose Byrne

### Nominations
- Festival international du film de Melbourne 2013 : sélection officielle

- Festival international du film de Berlin 2014 : sélection « Berlinale Special »
- AACTA Awards 2014 :
  - Meilleur film
  - Meilleur réalisateur pour les 17 réalisateurs
  - Meilleur acteur pour Hugo Weaving
  - Meilleure actrice dans un second rôle pour Mirrah Foulkes
  - Meilleur scénario adapté pour Tim Winton
  - Meilleur montage pour Beckett Broda, Dany Cooper, Gabriel Dowrick, Mat Evans, Annabelle Johnson et David Whittaker